# 미쓰비시 스페이스 제트

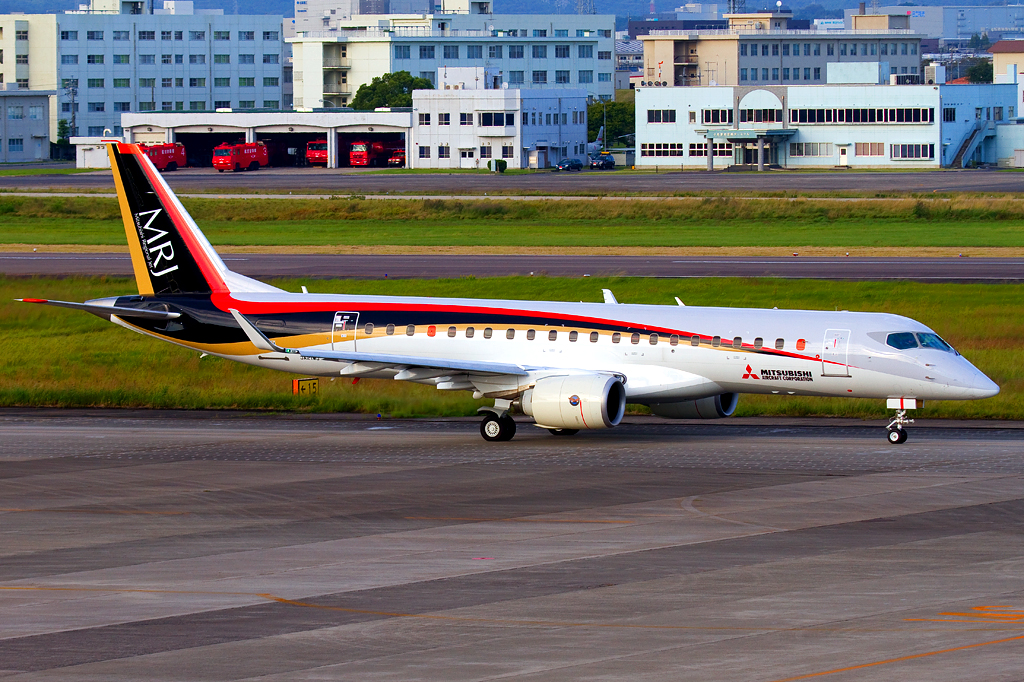
미쓰비시 MRJ

미쓰비시 스페이스제트(영어: Mitsubishi SpaceJet)는 일본의 미쓰비시항공기주식회사가 개발하고 있던 리지널 쌍발 제트여객기이다. 공식 개발 프로그램은 MRJ 프로젝트라는 이름으로 2008년 4월 1일에 시작되어 2019년 스페이스 제트로 변경을 거친 뒤 2020년 10월에 잠정 중지되었다.
미쓰비시중공업 외에도 스바루의 설계지원과 토요타의 투자를 받았다. 스페이스제트는 1960년대 NAMC YS-11 이래 최초로 일본 내에서 생산하는 여객기가 될 예정이었다.
MRJ의 첫 시험비행은 2015년 11월이었고 2019년 6월 13일에 스페이스제트 라인업으로 바뀐 이래 첫 시험비행이 2020년 3월 18일에 실시되었다. 같은 해 10월에 미쓰비시 중공업은 프로젝트 중지를 결정하였다. 따라서 스페이스 제트는 상용화되지 못한 채 개발 중지된 기종이 되었다.

## 역사
1962년 일본이 국가 주도로 개발한 전후 첫 여객기 일본항공기제조 YS-11(프로펠러기) 이후 53년 만인 2015년에 MRJ90이 처음으로 일본 내 시험비행에 성공했다. 이것은 2011년 예정에서 1년 늦어진 2012년으로 발표된 후에 재차 연기된 시간표이다. 즉 2차연기이다.
최초고객인 전일본공수가 1호기를 수령하는 시점도 2017, 2018, 2020년으로 3차례 번복되었다. 여기까지가 5차연기이다.
구미 항공당국의 형식증명 취득이나 항공기 설계 등을 위해 외국인 기술자 300여 명이 일하고 있다. 탄소섬유복합소재(CFRP) 가공 기술로 제작돼 연비와 기체 강도가 뛰어난 게 MRJ의 특장점이다. 경쟁 기종 보다 20% 연비가 향상되었다.
2018년 MRJ가 사면초가에 빠졌다. 리지널 여객기 시장에서 핵심 경쟁사는 그 시장을 양분하고 있는 캐나다 봄바디어와 브라질 엠브라에르인데 미쓰비시의 파트너였던 미국 보잉이 엠브라에르를 인수한다는 소식이 전해졌기 때문이다.
2019년 6월 13일에 MRJ가 폐지되고 미쓰비시 스페이스제트가 미쓰비시항공기로부터 새로이 발표되었다. 2019년 6월 25일에 미쓰비시중공업은 캐나다의 봄바디어가 제조, 판매, 고객지원하는 리지널 제트기 프로그램의 고객지원, 리퍼비시먼트, 판촉활동 사업을 인수할 것을 선언했다. 구체적으로는 미쓰비시중공업이 봄바디어 CRJ700 시리즈 프로그램과 2억 달러로 추정되는 채무를 인수하는 대가로 5억 5천만 달러의 현금을 봄바디어에 지급한다.
2020년은 MRJ90을 개혁한 스페이스제트 M90이 전일본공수에 인도되어야할 해였다. 그러나 미쓰비시중공업은 6차연기와 함께 인도시점을 "2021년 이후"로 스케줄을 다시 번복할 것을 발표하였다.
2020년 3월 18일 M90의 최초 시험비행이 현립 나고야 공항에서 실시되었다. 미쓰비시항공기는 비행을 마친 비행시험기 10호기로 미국에서 형식증명의 "최종 장"에 임하겠다고 발표하였다.
그러나 개발은 여전히 진척되지 않았으며 2020년 코로나 위기를 직면하여 전세계적으로 항공기 수요가 전멸하면서 스페이스 제트는 혹시 개발이 완료되더라도 사겠다는 이가 없는 운명을 맞이하였다. 2020년 10월 일본 언론들은 미쓰비시 중공업이 프로젝트의 중지를 결정했다고 일제히 보도하여 총사업비 1조엔이 넘게 투입된 일본의 국산 제트 여객기 사업은 끝내 실패로 돌아가는 것이 세계에 알려졌다. 일본 굴지의 재벌기업인 미쓰비시가 고객사 인도는커녕 개발 완료조차 시키지 못한 채 중지를 결정했다는 점에서 충격을 안기고 있다.

## 제원
엔진은 프랫 앤 휘트니의 기어드 터보팬(geared turbofan) 엔진의 미쓰비시 독점계약 모델인 PW1200G를 사용한다.
| MRJ                        | MRJ        | MRJ        | MRJ        | MRJ        | MRJ        | MRJ        |
|                            | MRJ90STD   | MRJ90ER    | MRJ90LR    | MRJ70STD   | MRJ70ER    | MRJ70LR    |
| -------------------------- | ---------- | ---------- | ---------- | ---------- | ---------- | ---------- |
| 좌석 수                    | 86-92      | 86-92      | 86-92      | 70-80      | 70-80      | 70-80      |
| 길이                       | 35.8m      | 35.8m      | 35.8m      | 32.8m      | 32.8m      | 32.8m      |
| 폭                         | 30.9m      | 30.9m      | 30.9m      | 30.9m      | 30.9m      | 30.9m      |
| 높이                       | 10.0m      | 10.0m      | 10.0m      | 10.0m      | 10.0m      | 10.0m      |
| 엔진                       | 77.1kN × 2 | 77.1kN × 2 | 77.1kN × 2 | 69.1kN × 2 | 69.1kN × 2 | 69.1kN × 2 |
| 최대 이륙 중량             | 39,600kg   | 41,450kg   | 42,800kg   | 36,850kg   | 38,400kg   | 40,200kg   |
| 최대 착륙 중량             | 38,500kg   | 38,500kg   | 38,500kg   | 36,200kg   | 36,200kg   | 36,200kg   |
| 비행 거리 (정원 탑승 기준) | 1,630km    | 2,590km    | 3,330km    | 1,700km    | 2,590km    | 3,630km    |
| 순항 속도                  | 마하 0.78  | 마하 0.78  | 마하 0.78  | 마하 0.78  | 마하 0.78  | 마하 0.78  |
| 최대 운용 속도             | 마하 0.82  | 마하 0.82  | 마하 0.82  | 마하 0.82  | 마하 0.82  | 마하 0.82  |
| 이륙 시 활주 거리          | 1,450m     | 1,580m     | 1,670m     | 1,300m     | 1,400m     | 1,530m     |
| 착륙 시 활주 거리          | 1,450m     | 1,450m     | 1,450m     | 1,390m     | 1,390m     | 1,390m     |

| 미쓰비시 스페이스제트 | 미쓰비시 스페이스제트 | 미쓰비시 스페이스제트 |
|                       | M90                   | M100                  |
| --------------------- | --------------------- | --------------------- |
| 좌석 수               | 88                    | 76-84                 |
| 엔진                  | 78.2 KN x 2           | 78.2 KN x 2           |
| 최대이륙중량          | 42,800 kg             | 39,008-42,000 kg      |
| 최대착륙중량          | 38,000 kg             | 36,200 kg             |
| 비행거리              | 3,770 km              | 3,540 km              |
| 최대운용속도          | 마하 0.78             | 마하 0.78             |
| 이륙시활주거리        | 1,740 m               | 1,550-1,760 m         |
| 착륙시활주거리        | 1,480 m               | 1,550 m               |

## 경쟁 기종
미쓰비시 스페이스제트는 다음과 같은 항공기와 경쟁할 것으로 예상된다.
- 드하빌랜드 캐나다 (캐나다)
  - DHC-8-400 : 70-78인승
- 엠브라이르 (브라질)
  - 엠브라이르 E-Jets : 70-110인승
- 수호이 (러시아)
  - Superjet 100 : 68-98인승
- 안토노프 (우크라이나)
  - An-148 : 최대 75인승
- 코맥 (중화인민공화국)
  - ARJ21 : 78-90인승
- 가와사키 중공업 (일본)
  - 가와사키 YPX : 100~150인승

### 국가별 90인승 제트 여객기
- 미국 - 보잉 737
- 유럽 - 에어버스 A320
- 유럽 - 에어버스 A220
- 브라질 - 엠브라이르 E-Jets
- 중국 - 코맥 ARJ21
- 러시아 - 수호이 슈퍼제트 100

## 같이 보기
- 에어버스 A220
- 안토노프 An-148
- 봄바디어 CRJ700 시리즈
- 코맥 ARJ21
- 수호이 슈퍼제트 100